# Louise Rickard
Pour les articles homonymes, voir Rickard.
Pas d'image ? Cliquez ici

a Compétitions nationales et continentales officielles uniquement.

b Matchs officiels uniquement.
Louise Rickard, née le 31 décembre 1970 à Warrington (Angleterre), est une joueuse internationale galloise de rugby à XV, occupant le poste d'ailier.

## Biographie
Elle a d'abord commencé le rugby à XV au poste de centre.
Elle a également pratiqué le hockey sur gazon, l'athlétisme.
Le rugby lui a permis de jouer au haut niveau d'abord à Aberystwyth, au pays de Galles. Ensuite elle a évolué en championnat d'Angleterre au plus haut niveau avec le club de Lampeter, puis le club des Saracens. Elle joue aussi en équipe nationale de rugby à sept.
Avec l'équipe du pays de Galles de rugby à XV, elle a disputé plus de cent sélections, atteignant cette barre en 2008. Elle a rejoint le cercle fermé des joueurs et joueuses à plus de cent sélections tels que,: Donna Kennedy, George Gregan, Fabien Pelous, Jason Leonard, Philippe Sella, Stephen Larkham, David Campese, Alessandro Troncon et Gareth Thomas.
Elle a 38 ans en 2009. Elle termine deuxième de l'édition du Tournoi des Six Nations 2008 et en 2009.
Les Galloises, qui ont battu les Anglaises (16-15) en 2009, remportent pour la première fois de leur histoire la Triple couronne après leur succès sur les Irlandaises à Cardiff (13-10),,.
Elle vit à Ipswich et elle exerce la profession de professeur de biologie.

## Palmarès
- 112 sélections en équipe du pays de Galles de 1993 à 2010.
- participations au Tournoi des Six Nations féminin (deuxième en 2008 et 2009).
- participations à la Coupe du monde 1998.